# Düsseldorfer HC

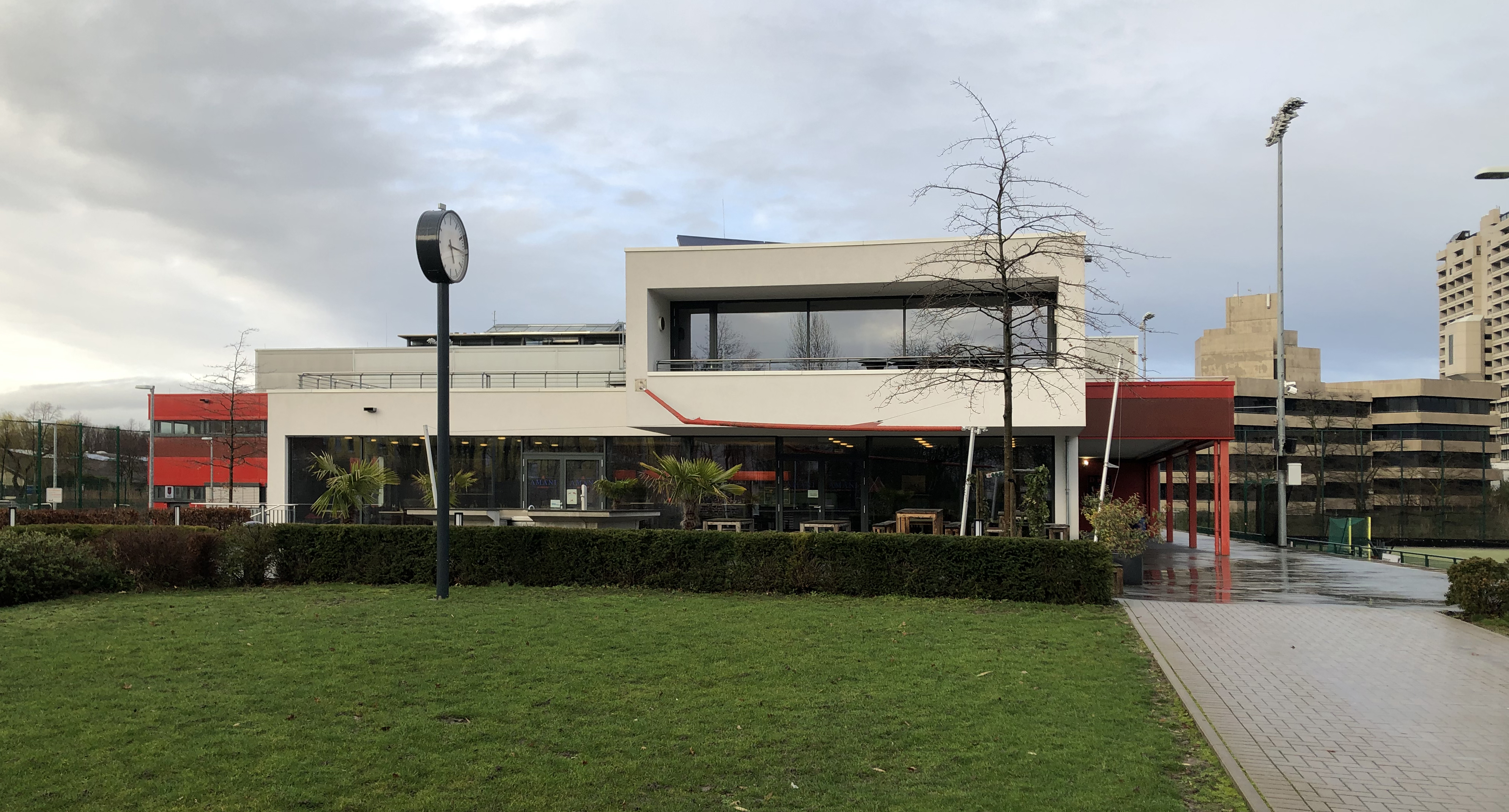
Düsseldorfer Hockey Club mit Gastronomie, Am Seestern 10, Düsseldorf-Lörick

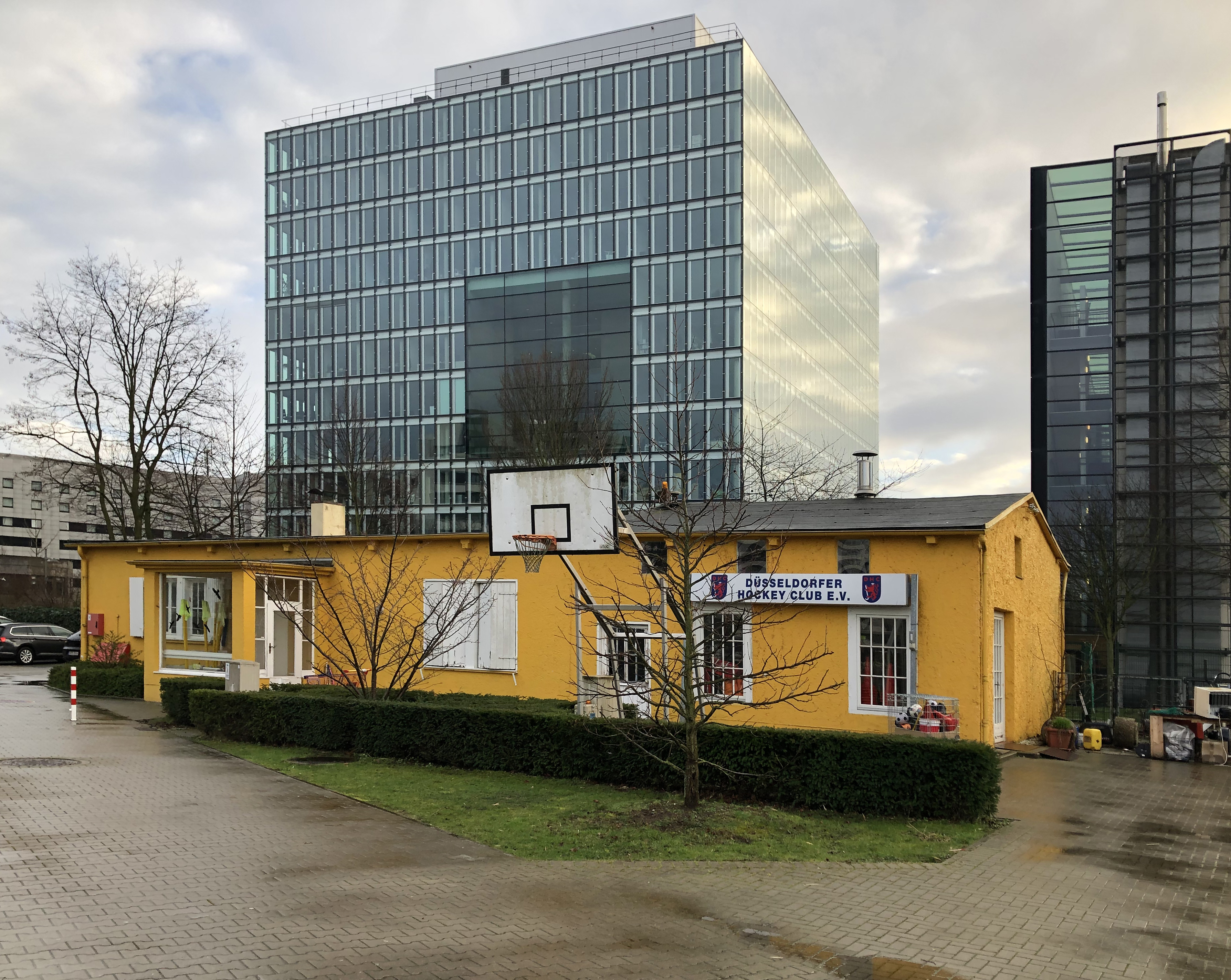
Düsseldorfer Hockey Club E. V., Am Seestern 12, Düsseldorf-Lörick

Düsseldorf Hockey-Club 1905 est un club de hockey sur gazon et de tennis, dont l'équipe féminine et l'équipe masculine (à partir de 2022) jouent dans la 1re Bundesliga en terrain et en salle.
Son histoire a commencé en 1905 sur les courts de ce qui était alors le Düsseldorf Lawn Tennis Club, aujourd'hui Rochusclub. Le DHC a été fondé par Ernst Poensgen (1871-1949), également 1er président jusqu'en 1937, et quelques autres membres, dont le consul anglais König et sa sœur. Au départ, le jeu se jouait sur les courts de tennis du Rochus Club, qui n'étaient pas utilisés en hiver, mais très vite, ils sont passés à la zone de prairie "an der Rheinlust" à Oberkassel, juste en dessous de l'actuelle Rheinallee près de l'auberge de jeunesse. En 1910, le DHC déplaça ses jeux sur la grande pelouse du "Kaiser Wilhelm Park", l'actuel Rheinpark sur la Cecilienallee.
En 1924, nouveau départ pour le DHC près de la restauration Honigheim dans le quartier de Mörsenbroich, non loin du Rochusclub au pied de la forêt de Grafenberg. En 1936, le DHC doit dire adieu à son installation de Mörsenbroich car des casernes y sont construites. Le DHC a déménagé dans ce qui était alors le Rheinstadion pendant deux ans. En 1938, le déménagement à Lörick sur Amboßstraße, non loin de la Radrennbahn là, dans la zone de bureaux actuelle Am Seestern. Entre 2012 et 2014, l'ensemble du complexe du club a été entièrement rénové ; le DHC possède actuellement deux terrains de hockey en gazon artificiel, six courts de tennis et une salle de hockey et de tennis.
Le DHC s'est fait connaître grâce à son département de hockey. Dans le DHC z. Actuellement plus de 40 équipes de hockey, dont 25 équipes de jeunes. Le club compte environ 1650 membres et est l'un des clubs les plus établis et les plus performants de la capitale de l'État en termes de sports de compétition, est de loin le plus grand club de hockey de la région et, avec plus de 650 jeunes, est l'un des clubs avec le plus de jeunes membres à l'échelle nationale. Le président actuel est Klaus Grossmann.

## Présidents
- 1905-1937: Banquier Ernst Poensgen (1871-1949)
- 1937–1944: Banquier Kurt Poensgen (1885–1944)
- 1944–1946: Avocat Godfried Schwarz (1907–1995)
- 1946-1948: docteur Fritz Erbslöh (1918-1974)
- 1948–1953: Justicier August Kramer (1895–1953)
- 1953–1958: Avocat Godfried Schwarz (1907–1995)
- 1958–1970: Fabricant Hans Hüttenes (1915–1972)
- 1970–1975: Directeur Commercial Barthel Schauseil (1919–1975)
- 1975-1976: Eberhard Sprunk (1921-1987)
- 1976–1986: marchand Jost Wrede (né en 1934)
- 1986–1992: Homme d'affaires Gerd-Michael Rayermann (né en 1946)
- 1992-2002: avocat Arnold Graf von der Goltz (1939-2002)
- 2002-2006: économiste d'entreprise Gerald Böse (né en 1962)
- depuis 2006: avocat Klaus Grossmann (né en 1960)

## Hockey sur gazon

### Équipe masculine
En 2004, 2005 et 2006, l'équipe masculine a terminé deuxième du groupe nord du 2. Bundesliga. Lors de la saison 2006/2007, le DHC s'affirme avec assurance sans perdre un point et est promu en 1. Bundesliga sur. Dans un passé récent, le DHC a fourni deux joueurs nationaux A allemands avec Oliver Korn (médaillé d'or 2008 et 2012) et Jan Simon. En 2008, Korn et Simon ont mené leur équipe à la finale du championnat allemand de terrain, dans laquelle ils ont ensuite perdu contre le club de l'Alster. L'équipe n'a pas pu s'appuyer sur ce succès au cours des trois années suivantes, mais a réussi à rester en championnat jusqu'en 2013 et a ensuite été reléguée en 2e Bundesliga sous la direction de son entraîneur Uli Bergmann. Lors de la saison 2013/2014, son successeur, Akim Bouchouchi, a été promu directement en 1ère Bundesliga, bien que cela ait été suivi d'une relégation lors de la saison 2014/2015. Pour la saison 2017/18, ils ont de nouveau été promus en 1ère Bundesliga.
Dans la salle, le saut dans la Bundesliga Indoor a réussi pour la première fois en 1999. Après un intermède en 2e division en 2004, l'équipe a occupé entre 2005 et 2007 la deuxième place du classement de la groupe ouest pour les quarts de finale du championnat d'Allemagne qualifié. Après y avoir terminé en 2005 contre le Rüsselsheimer RK et en 2006 contre le Berliner HC, le Düsseldorfer HC a atteint la finale du Championnat d'Allemagne en salle en 2007. Dans la finale avec le moins de buts de tous les temps, le DHC était juste inférieur au Crefelder HTC à 0:1. Dans les années suivantes, l'équipe a réussi à rester dans la ligue et est toujours dans la 1ère Bundesliga en salle.
- Euro Hockey League : 9e en 2009[1]

### Équipe féminine
L'équipe féminine a également joué dans la Bundesliga, après avoir été reléguée en 2001, ce n'est que le dernier jour de la saison suivante qu'elle a pu empêcher la chute de la régionale ligue à la ligue supérieure et en 2004, ils sont passés à l'entre-temps introduit un 2. Bundesliga sur. Là, l'équipe a atteint dans les années 2005-2007 des placements dans la moitié supérieure du tableau. En 2008, la double promotion a failli réussir. Au cours de la saison en salle 2007-2008, elles se sont hissées avec confiance en Indoor Bundesliga, sur le terrain, elles n'ont manqué que le saut dans la classe d'élite allemande en raison de la faible différence de buts. Un an plus tard, l'équipe a fait sensation dans les demi-finales allemandes en tant qu'équipe en salle promue, et la même année, elle a été promue à la 1ère Feldbundesliga. Lors de la saison 2009/2010, les femmes ont atteint les quarts de finale en salle et les demi-finales allemandes sur le terrain. Lors de la saison en salle 2014/15, le DHC est devenu champion d'Allemagne pour la première fois. Lors de la saison 2014/2015, l'équipe a terminé deuxième de la saison de Bundesliga et a perdu de peu en demi-finale face aux futurs champions UHC. Lisa Schütze, Luisa Steindor et Selin Oruz étaient trois joueuses du DHC dans l'équipe A féminine allemande en 2015.
Depuis 2016, la phase la plus réussie du DHC femmes se poursuit. En plus de plusieurs vice-champions et de deux autres championnats d'Allemagne en salle (2018-19, 2021-22), la saison 2019/20/21 a vu les champions d'Allemagne sur le terrain pour la première fois. Le titre a été défendu lors de la saison 2021/22. De plus, les femmes du DHC ont pu remporter l'EuroHockey Indoor Club Cup en 2016 et 2020.
Les femmes du DHC jouent actuellement à Feld et Halle en 1re Bundesliga, l'entraîneur actuel est Nico Sussenburger.

### Équipe des moins de 21 ans
Dans le secteur des jeunes, le club a remporté un total de 19 titres de champion d'Allemagne, le plus récemment à l'automne 2019 ; Rien qu'en 2018-19, il a été champion d'Allemagne à trois reprises. Un certain nombre de jeunes joueurs du Düsseldorf Hockey Club sont ou étaient des joueurs nationaux ou ouest-allemands dans le domaine des jeunes.

## Tennis
Le tennis est pratiqué au DHC depuis 1938. En plus des 1ères femmes et 1ers hommes, environ 13 équipes sont inscrites au Medenspiele chaque année. Les entraînements de tennis sont assurés au DHC toute l'année par deux entraîneurs de tennis à plein temps (saison d'hiver : salle du club). Aucun grand succès régional ou même national n'a été enregistré ces dernières années.